# Pływanie na Letnich Igrzyskach Olimpijskich 2016 – 4 × 100 m stylem dowolnym mężczyzn
4 × 100 m stylem dowolnym mężczyzn – jedna z konkurencji pływackich, które odbyły się podczas XXXI Igrzysk Olimpijskich w Rio de Janeiro. Eliminacje i finał miały miejsce 7 sierpnia.
Tytułu mistrzów olimpijskich z 2012 roku broniła reprezentacja Francji.

## Terminarz
Wszystkie godziny podane są w czasie brazylijskim (UTC-03:00) oraz polskim (CEST)..
| Data            | Godzina rozpoczęcia | Godzina rozpoczęcia |            |
| Data            | UTC-03:00           | CEST                |            |
| --------------- | ------------------- | ------------------- | ---------- |
| 6 sierpnia 2016 | 14:54               | 19:54               | Eliminacje |
| 6 sierpnia 2016 | 23:52               | 4:52                | Finał      |

## Rekordy
Przed zawodami rekord świata i rekord olimpijski wyglądały następująco:
| Rekord            | Reprezentacja | Czas    | Miejsce | Data             |
| ----------------- | --- | ------- | ------- | ---------------- |
| Rekord świata     | Stany Zjednoczone · Michael Phelps (47,51) · Garrett Weber-Gale (47,02) · Cullen Jones (47,65) · Jason Lezak (46,06) | 3:08,24 | Pekin   | 11 sierpnia 2008 |
| Rekord olimpijski | Stany Zjednoczone · Michael Phelps (47,51) · Garrett Weber-Gale (47,02) · Cullen Jones (47,65) · Jason Lezak (46,06) | 3:08,24 | Pekin   | 11 sierpnia 2008 |

## Wyniki

### Eliminacje
| Miejsce | Wyścig | Tor | Państwo           | Zawodnik | Czas      | Uwagi |
| ------- | ------ | --- | ----------------- | --- | --------- | ----- |
| 1.      | 1      | 4   | Rosja             | Andriej Grieczin (48,58) Aleksandr Popkow (48,18) Daniła Izotow (47,65) Aleksandr Suchorukow (47,63)        | 3:12,04   | Q     |
| 2.      | 2      | 1   | Stany Zjednoczone | Jimmy Feigen (48,55) Ryan Held (47,79) Blake Pieroni (48,39) Anthony Ervin (47,65)                          | 3:12,38   | Q     |
| 3.      | 2      | 5   | Australia         | James Magnussen (48,85) Kyle Chalmers (47,04) James Roberts (48,33) Matthew Abood (48,43)                   | 3:12,65   | Q     |
| 4.      | 2      | 4   | Francja           | Clément Mignon (48,59) William Meynard (49,05) Fabien Gilot (47,88) Mehdy Metella (47,75)                   | 3:13,27   | Q     |
| 5.      | 2      | 3   | Brazylia          | Marcelo Chierighini (48,47) Nicolas de Oliveira (47,96) Gabriel Santos (48,63) Matheus Santana (49,00)      | 3:14,06   | Q     |
| 5.      | 1      | 6   | Kanada            | Santo Condorelli (48,73) Yuri Kisil (47,70) Markus Thormeyer (48,29) Evan van Moerkerke (49,34)             | 3:14,06   | Q     |
| 7.      | 2      | 6   | Belgia            | Dieter Dekoninck (49,91) Jasper Aerents (48,77) Glenn Surgeloose (48,09) Pieter Timmers (47,39)             | 3:14,16   | Q     |
| 8.      | 1      | 2   | Japonia           | Katsumi Nakamura (47,99) · Shinri Shioura (48,71) · Kenji Kobase (48,79) · Junya Koga (48,68)               | 3:14,17   | Q,    |
| 9.      | 1      | 5   | Włochy            | Luca Dotto (48,51) Marco Orsi (48,58) Michele Santucci (48,42) Luca Leonardi (48,71)                        | 3:14,22   |       |
| 10.     | 2      | 7   | Grecja            | Odyssefs Meladinis (49,92) Kristian Gołomeew (47,43) Christos Katrantzis (49,13) Apostolos Christou (48,14) | 3:14,62   |       |
| 11.     | 1      | 7   | Niemcy            | Steffen Deibler (48,92) Björn Hornikel (48,89) Philipp Wolf (48,46) Damian Wierling (48,70)                 | 3:14,97   |       |
| 12.     | 1      | 3   | Polska            | Paweł Korzeniowski (49,93) Kacper Majchrzak (48,42) Jan Świtkowski (48,64) Konrad Czerniak (48,53)          | 3:15,52   |       |
| 13.     | 1      | 8   | Hiszpania         | Markel Alberdi (49,28) Miguel Ortiz-Cañavate (48,87) Aitor Martínez (48,87) Bruno Ortiz-Cañavate (49,69)    | 3:16,71   | NR    |
| 14.     | 1      | 1   | Rumunia           | Marius Radu (49,33) Daniel Macovei (49,99) Alin Coste (49,51) Norbert Trandafir (48,20)                     | 3:17,03   |       |
| 16. !   | 2      | 8   | Węgry             | Dominik Kozma (48,77) Richárd Bohus (48,60) Krisztián Takács (48,93) Péter Holoda (48,91)                   | 3:15,21   | DSQ   |
| 16. !   | 2      | 7   | Chiny             | He Jianbin (50,08) Lin Yongqing Ning Zetao Yu Hexin                                                         | 9:99,99 ! | DSQ   |

### Finał
| Miejsce | Tor | Państwo           | Zawodnik                                                                                             | Czas    | Uwagi |
| ------- | --- | ----------------- | --- | ------- | ----- |
| 1 !     | 5   | Stany Zjednoczone | Caeleb Dressel (48,10) Michael Phelps (47,12) Ryan Held (47,43) Nathan Adrian (46,97)                | 3:09,92 |       |
| 2 !     | 6   | Francja           | Mehdy Metella (48,08) Fabien Gilot (48,20) Florent Manaudou (47,14) Jérémy Stravius (47,11)          | 3:10,53 |       |
| 3 !     | 3   | Australia         | James Roberts (48,88) Kyle Chalmers (47,38) James Magnussen (48,11) Cameron McEvoy (47,00)           | 3:11,37 |       |
| 4.      | 4   | Rosja             | Andriej Grieczin (48,68) Daniła Izotow (48,00) Władimir Morozow (47,31) Aleksandr Suchorukow (47,65) | 3:11,64 |       |
| 5.      | 7   | Brazylia          | Marcelo Chierighini (48,12) Nicolas Nilo (48,26) Gabriel Santos (48,72) Joao de Lucca (48,11)        | 3:13,21 |       |
| 6.      | 1   | Belgia            | Glenn Surgeloose (48,73) Jasper Aerents (48,47) Emmanuel Vanluchene (48,82) Pieter Timmers (47,55)   | 3:13,57 | NR    |
| 7.      | 2   | Kanada            | Santo Condorelli (48,51) Yuri Kisil (47,76) Markus Thormeyer (48,40) Evan van Moekerke (49,68)       | 3:14,35 |       |
| 8.      | 8   | Japonia           | Katsumi Nakamura (48,49) Shinri Shioura (48,65) Kenji Kobase (48,79) Junya Koga (48,55)              | 3:14,48 |       |